# Aristómenes de Alízia
Aristómenes (em grego clássico: Ἀριστομένης), referido sobretudo como Aristómenes de Alízia e Aristómenes, o Acarnaniano (séc. III AEC - séc. II AEC) foi regente e ministro-chefe do Reino Ptolemaico do Antigo Egito, durante a juventude de Ptolemeu V Epifânio.
Aristómenes, filho de Meneas, era natural da cidade de Alízia, na Acarnânia, Grécia . Ele migrou para o Egito algum tempo depois de 216 AEC e tornou-se sacerdote do culto a Alexandre Magno em 204 ou 203 AEC. Ele suplantou Tiepólemo como regente, em 201 AEC. Em 197 ou 196 AEC, quando Ptolemeu V, aos 12 anos, assumiu o controle pessoal do reino, Aristómenes permaneceu como ministro-chefe; esse foi seu papel quando o "Decreto de Mênfis" (gravado na Pedra de Roseta) foi promulgado, em março de 196 AEC. Ele caiu em desfavor, por razões desconhecidas, em 192 AEC.
- Referências

1. ↑  Edwyn Bevan, A Casa de Ptolomeu, Capítulo 7, passim
2. ↑  Walter Ameling, "Aristomenes [2]" em Der neue Pauly vol. 1 pp.   1115-1116